# Thanatus pagenstecheri
Thanatus pagenstecheri es una especie de araña cangrejo del género Thanatus, familia Philodromidae. Fue descrita científicamente por Strand en 1906.

## Distribución
Esta especie se encuentra en Namibia.